# Lambert Plasència i Valls
Lambert Plasència i Valls (Benaguasil, Camp de Túria, 1809 - València, 1894) fou organista, compositor i era el primer d'una nissaga de músics valenciana. Els seus germans Joan Baptista (1816-1855) i Marià (1815-1875) també foren músics molt reconeguts.
Als vuit anys ingressà com a infant de cor en el Reial Col·legi del Corpus Christi de València; fou deixeble dels mestres Morata, Caba i Montesinos, i el 1830 era organista de la parròquia de San Valero, d'on passà a Sant Esteve; Sant Bartomeu el 1844, altra volta a Sant Esteve el 1860 i Sant Martí (1861). Finalment, el 1875 succeí al seu germà Marià en el magisteri del Col·legi del Corpus Christi.
Dedicat a l'ensenyança, va compondre poc música; malgrat tot, es conserven les següents obres en l'Arxiu del Col·legi: Missa de Glòria, a 4 i 8 veus; Missa de Rèquiem, a 8 veus, que es cantà en els seus funerals; Vespres de Difunts, Lamentacions 1a i 3a del Divendres Sant, Quam vidistis pastores, responsori de Nadal, a 8 veus; Motets del Sant Enterro, de la Verge de les Mercès, sant Jaume, sant Esteve i sant Josep, a 7 i 8 veus. En l'Arxiu de la catedral: Stabat Mater, i disseminats per altres llocs: dos Trisagis, a 3 veus, lletretes, flors i comiat a la Verge: Goigs al Cor de Jesús, i quatre Motets al Santíssim.